# Catherine Wellesley, Duquesa de Wellington
Catherine Sarah Dorothea Wellesley, também conhecida como Kitty Pakenham (Dublin, 14 de janeiro de 1773 — Apsley House, 24 de abril de 1831) era a filha de Edward Michael Pakenham, 2.º Barão Longford  e Catherine Rowley. Ela era a esposa de Arthur Wellesley, 1.º Duque de Wellington, com quem se casou em 10 de abril de 1806, na Igreja de St. George, em Dublin.

## Biografia
O casamento entre Kitty e Arthur não foi muito positivo. Quando ele lhe pediu a mão pela primeira vez, sua família lutou contra o casamento. Só em 1804, quando Arthur retornou com êxito da Índia, foram autorizados a se casar.
No entanto, eles tinham pouco em comum: enquanto Arthur Wellesley era imponente sobre a disciplina militar existente e um homem amoroso apenas no final da vida, Kitty foi considerada frívola e descontraída.
De seu casamento, tiveram dois filhos:
- Arthur Richard Wellesley (3 de fevereiro de 1807 – 13 de agosto de 1884), casou com lady Elizabeth Hay, sem descendência;
- Charles Wellesley (6 de janeiro de 1808 – 9 de outubro de 1858), casou com Augusta Sophia Anne Pierrepont, com descendência.